# Alchemilla minima
Alchemilla minima é uma espécie de rosácea do gênero Alchemilla, pertencente à família Rosaceae.